# 11365 NASA
För andra betydelser, se Nasa (olika betydelser).
11365 NASA eller 1998 FK126 är en asteroid i huvudbältet som upptäcktes den 23 mars 1998 av den australiensiske amatörastronomen John Broughton vid Reedy Creek-observatoriet. Den är uppkallad efter National Aeronautics and Space Administration (NASA).
Asteroiden har en diameter på ungefär 4 kilometer.